# Biblioteca Museu Víctor Balaguer
Biblioteca Museu Víctor Balaguer – muzeum sztuki mieszczące się w Vilanova i la Geltrú, w Hiszpanii.
Muzeum zostało założone w 1884 roku przez Víctora Balaguera, katalońskiego polityka, z wdzięczności do miasta za wsparcie w jego politycznej karierze. Od 2000 roku muzeum jest częścią Muzeum Sztuki Katalońskiej, a biblioteka częścią Biblioteki Narodowej Katalonii.

## Historia
Budynek zaprojektował Jeroni Granell i Mundeta powstał w latach 1882 – 1884. Znajduje się w centrum Vilanova i la Geltrú, obok dworca kolejowego. Został zaprojektowany jako biblioteka i muzeum, co było dość niezwykłe jak na ówczesne czasy. Budynek ma kształt świątyni, ozdobiony jest elementami sztuki egipskiej oraz neo-greckiej, charakterystycznymi dla XIX wiecznej architektury Katalonii przed nastaniem modernizmu. Na fasadzie znajdują się pomniki arcybiskupa Francisco Armañá oraz poety Manuela de Cabanyesa, ważnych postaci dla XIX wiecznego Vilanova. Na narteksie wyryto łaciński napis Surge et Ambula (Wstań i chodź). Wokół budynku znajduje się ogród wraz z domem zwanym Santa Teresa’s House, w którym mieszkał Víctor Balaguer podczas pobytów w mieście.

## Biblioteka

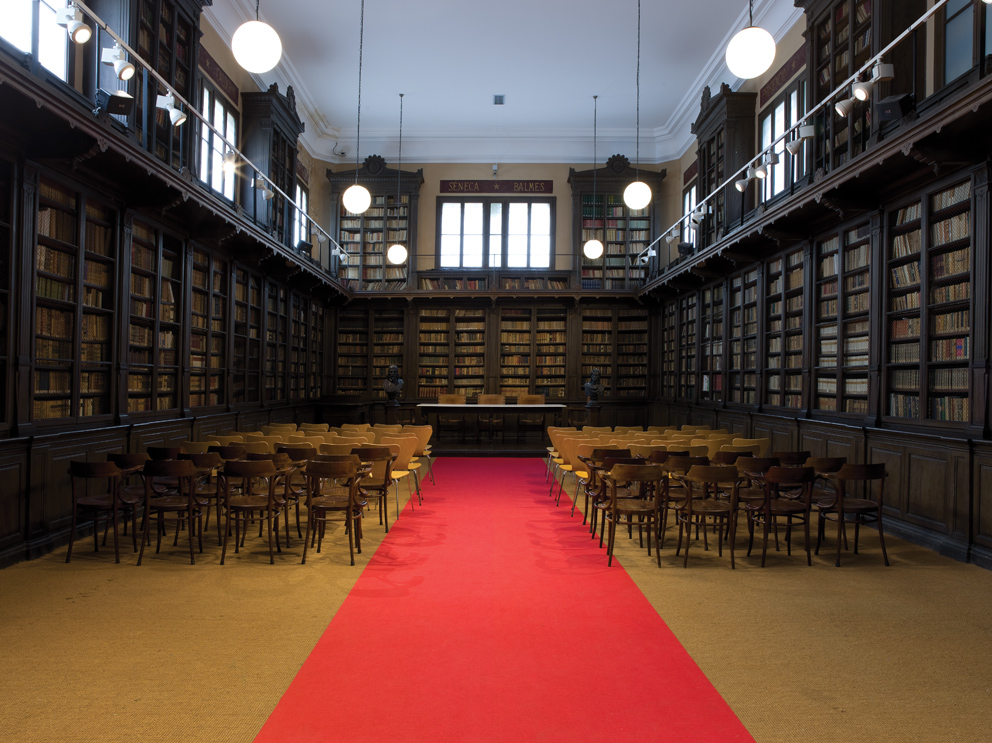
Biblioteka

Biblioteka została stworzona z myślą dla wszystkich obywateli miasta bez względu na ich status społeczny czy ekonomiczny. Był to bezprecedensowy pomysł. Biblioteka zorganizowana została przez Joana Oliva i Milà, który wzorował się na klasyfikacji i układzie zbiorów bibliotecznych znajdujących się w innych znanych europejskich bibliotekach. Obecnie biblioteka liczy sobie 50 tys. książek i prawie 2 tys. czasopism z XIX i XX wieku. Ponadto w zbiorach znajduje się 50 tys. listów i kilka rękopisów literackich i politycznych Víctora Balaguera oraz wiele osobistych dokumentów archiwalnych hiszpańskich artystów. Zbiory należą do najbogatszych zbiorów z XIX wieku w Katalonii.

## Kolekcja dzieł sztuki
Podstawą kolekcji sztuki są zbiory Víctora Balaguera powiększane przez ostatnie sto lat dzięki darowiznom i zakupom. W 2011 roku w muzeum znajdowało się około 7 tys. dzieł sztuki, głównie kolekcja obrazów i rzeźb z XIX wieku. Z Muzeum Prado kolekcja Balaguera otrzymała w depozycie kilka prac mistrzów malarstwa m.in. El Greca (Zwiastowanie), Goi, Luca Giordano, Murilla, Rubensa czy Ribery.